# Konstantinos Spetsiotis
Konstantinos Spetsiotis (1883 - † 5 de marzo de 1966) fue un atleta griego especializado en marcha atlética. 
Ganó la medalla de bronce en la especialidad de 1,5 kilómetros marcha en los Juegos Olímpicos de Atenas de 1906. En esos mismos juegos participó también en la prueba de 3 kilómetros marcha, quedando descalificado.
- El COI no ha reconocido oficialmente los resultados de estos Juegos Olímpicos, que recibieron el nombre de "Juegos Intercalados".
- La prueba de 1,5 kilómetros marcha no se ha realizado más en unos Juegos Olímpicos.